# Landkreis Teltow-Fläming

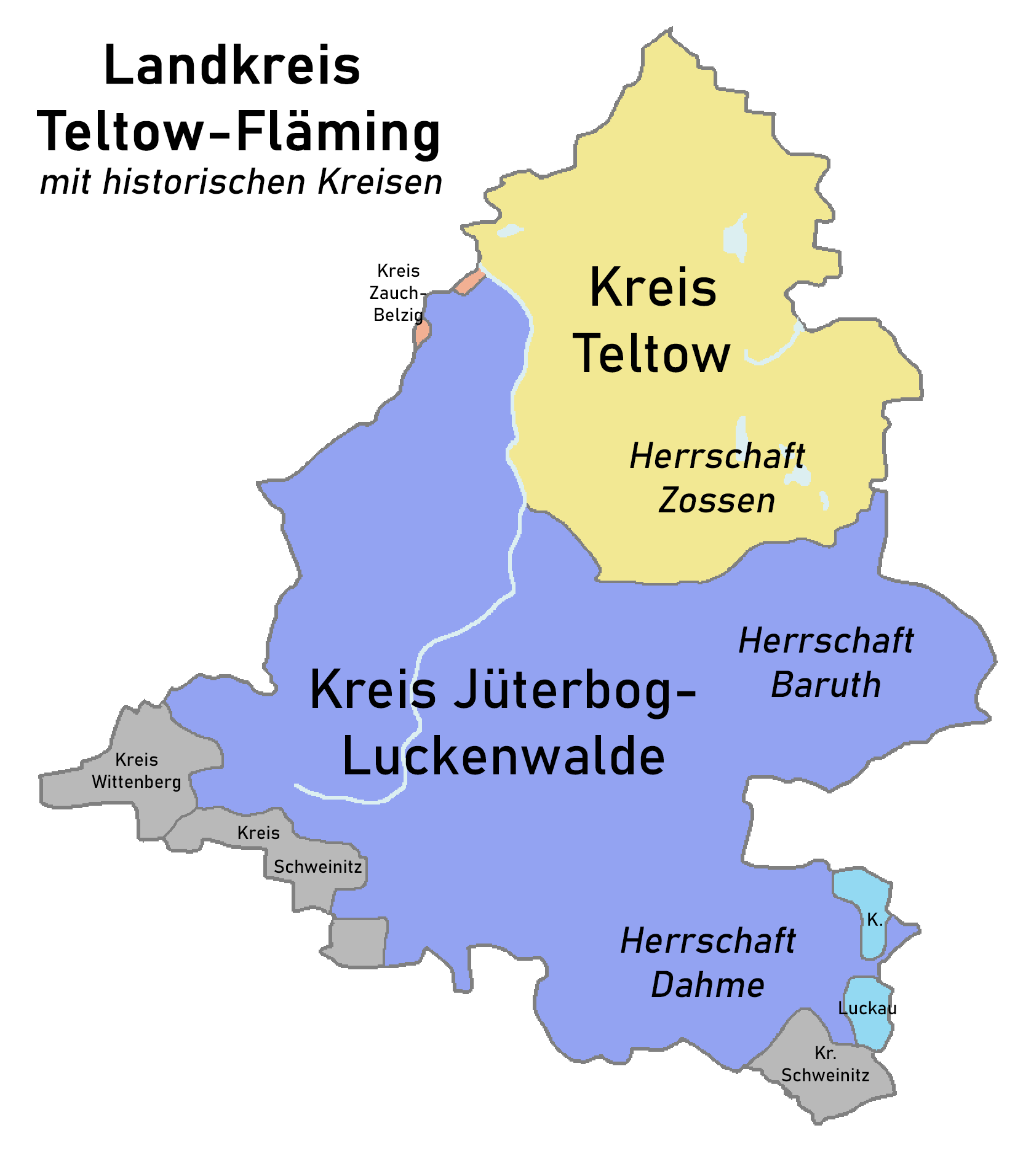
Aufteilung des Kreisgebietes vor 1952

Der Landkreis Teltow-Fläming ist ein Landkreis im Land Brandenburg.

## Geografie
Der Landkreis Teltow-Fläming erstreckt sich über eine Gesamtfläche von 2.092,1 km². Die größte Ausdehnung des Kreisgebietes in Ost-West-Richtung beträgt 61 km, in Nord-Süd-Richtung 70 km.
Nachbarkreise des Landkreises sind im Osten der Landkreis Dahme-Spreewald, im Süden der Landkreis Elbe-Elster und im Westen der Landkreis Potsdam-Mittelmark. Im Südwesten grenzt der sachsen-anhaltische Landkreis Wittenberg und im Norden das Land Berlin an Teltow-Fläming. 46,6 Prozent der Bodenflächen werden landwirtschaftlich genutzt. Entsprechend der Bezeichnung des Landkreises befinden sich die Erhebungen von Teltow und Fläming im Kreisgebiet. Weite Teile des Teltow prägen die nördlichen Teile des Kreises etwa ab Trebbin, während der Süden maßgeblich vom Fläming, hier insbesondere dem Niederen Fläming, gezeichnet ist. Grob getrennt werden beide Landschaftsformen vom Nuthe-Urstromtal, einem vergleichsweise flachen Gebiet im Zentrum des Landkreises. Durch den Landkreis fließen elf Flüsse und Gräben, darunter Nuthe und Freiheitsgraben, sowie zwei Kanäle. Daneben gibt es 23 Seen. Der größte von ihnen ist mit einer Fläche von 283 Hektar der Blankensee. Allerdings sind die meisten dieser Seen zum Baden ungeeignet. Außerdem beherbergt der Landkreis Teltow-Fläming mehrere Natur- und Landschaftsschutzgebiete. Das kleinste Landschaftsschutzgebiet ist der Pechpfuhl in Ludwigsfelde mit einer Fläche von elf Hektar, das größte Naturschutzgebiet ist Heidehof-Golmberg mit 9864 Hektar.

## Gemeinden
Der Landkreis umfasst 16 Gemeinden, darunter sieben Städte. 12 der Städte und Gemeinden sind amtsfrei. Untenstehende Tabelle zeigt Städte und Gemeinden des Landkreises mit den jeweiligen Einwohnerzahlen mit Stand vom 31. Dezember 2024.
|  |  | Städte 1. Baruth/Mark (4168) 2. Jüterbog (12.926) 3. Luckenwalde (21.010) 4. Ludwigsfelde (29.514) 5. Trebbin (9700) 6. Zossen (21.412) Amtsfreie Gemeinden 1. Am Mellensee (7224) 2. Blankenfelde-Mahlow (29.129) 3. Großbeeren (9344) 4. Niedergörsdorf (6147) 5. Nuthe-Urstromtal (6325) 6. Rangsdorf (11.754) | Amt und zugehörige Gemeinden - Dahme/Mark (9035) 1. Dahme/Mark, Stadt (4957) 2. Dahmetal (427) 3. Ihlow (630) 4. Niederer Fläming (3021) |

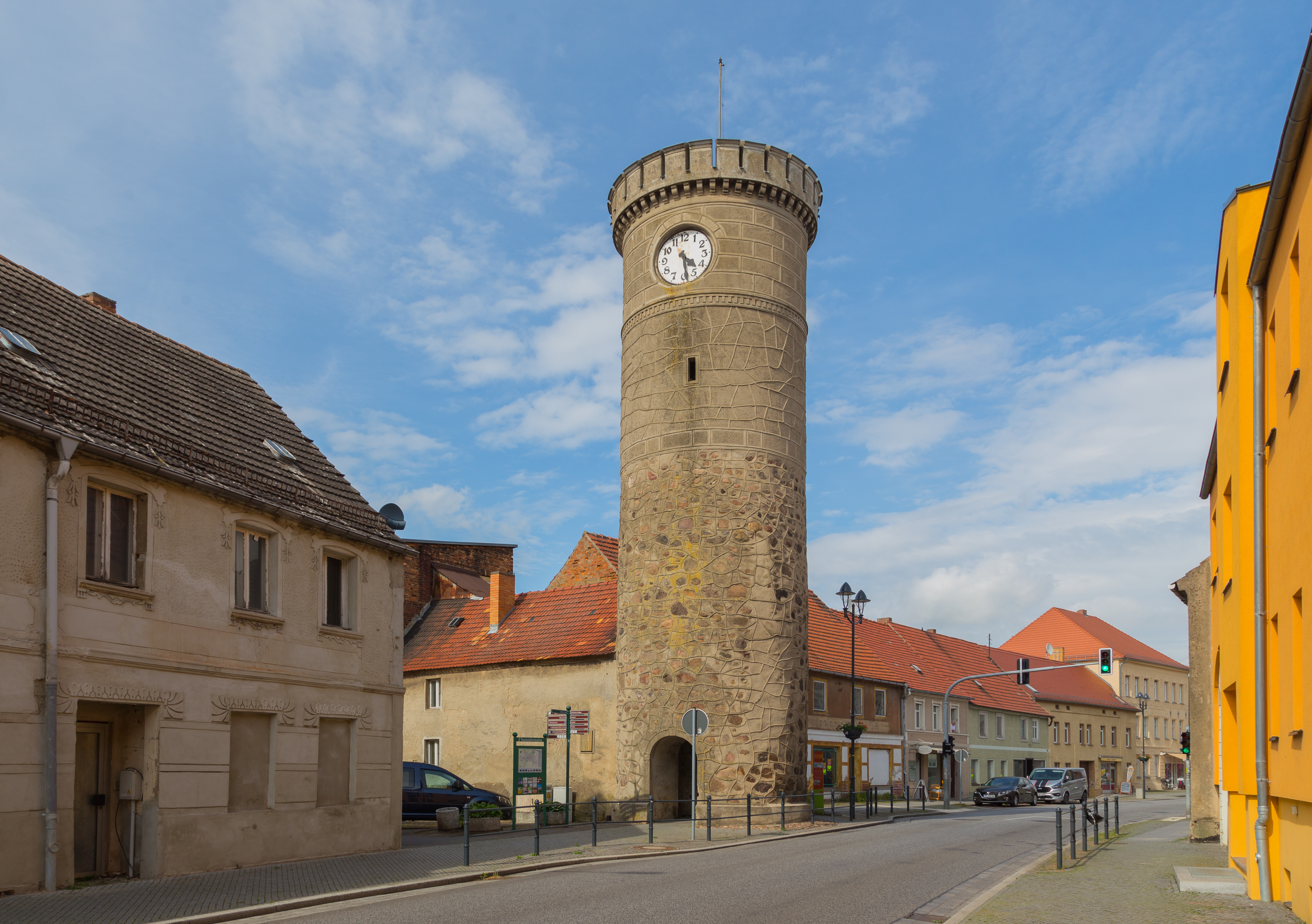
Dahme
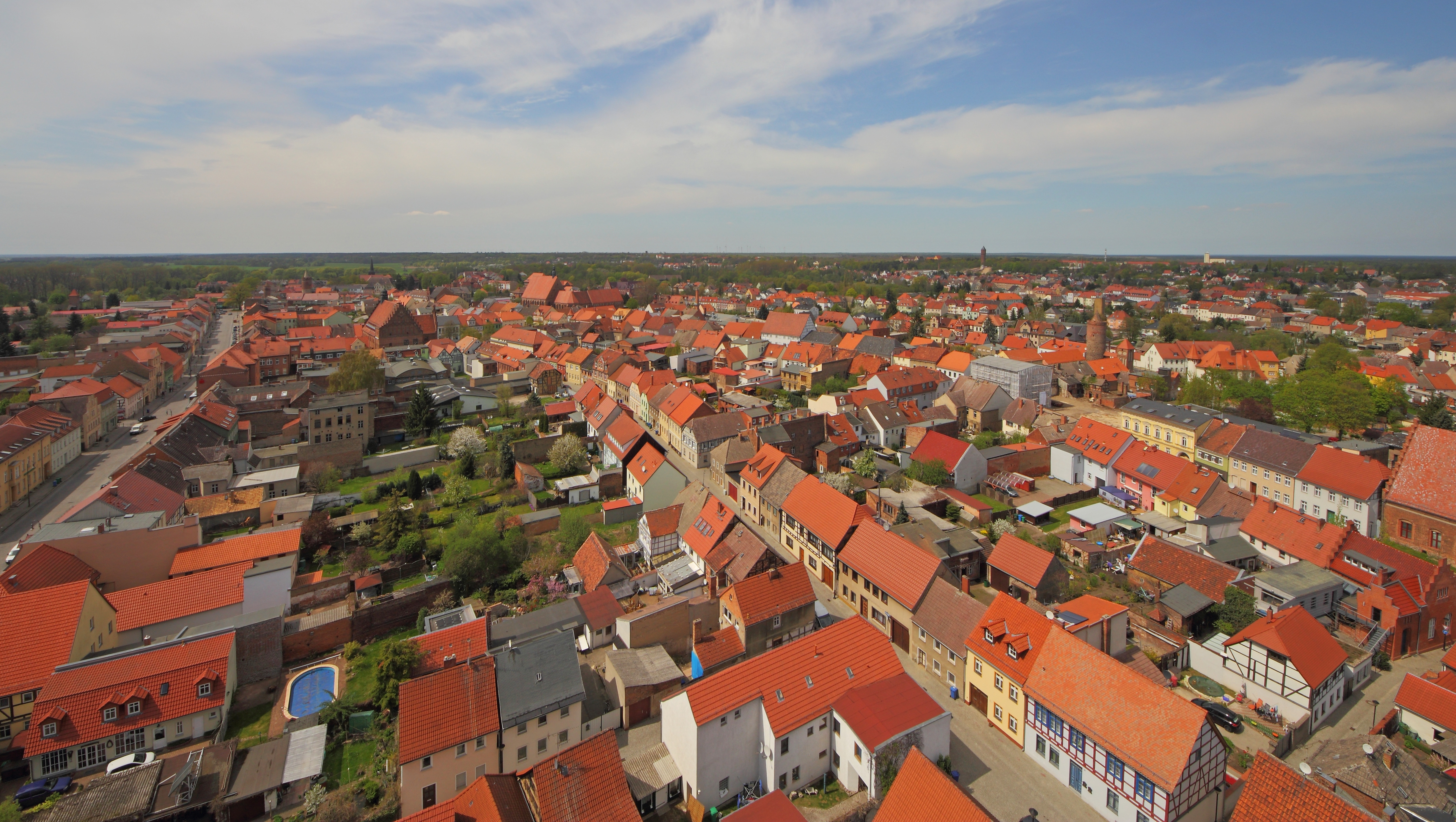
Jüterbog
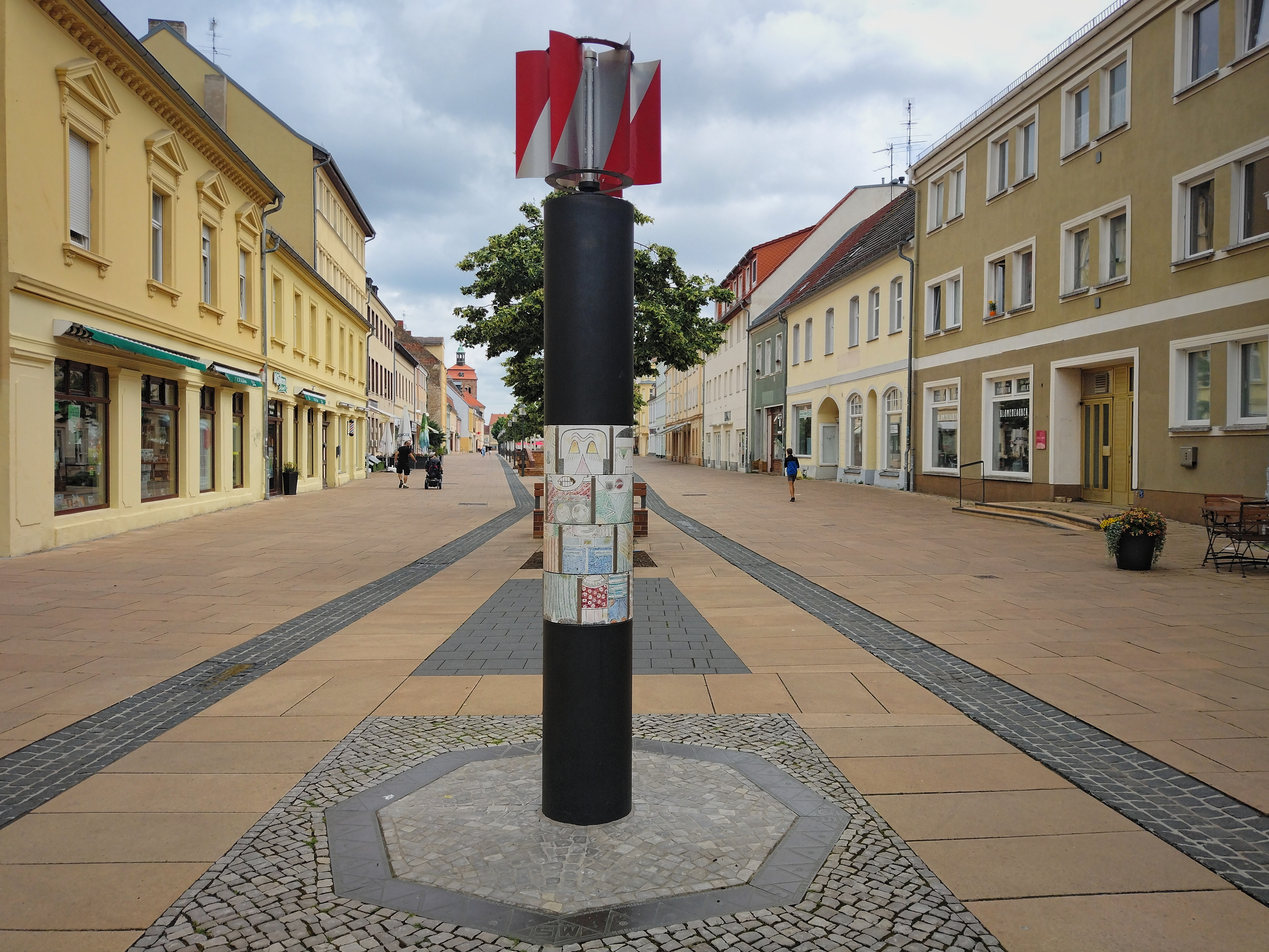
Luckenwalde
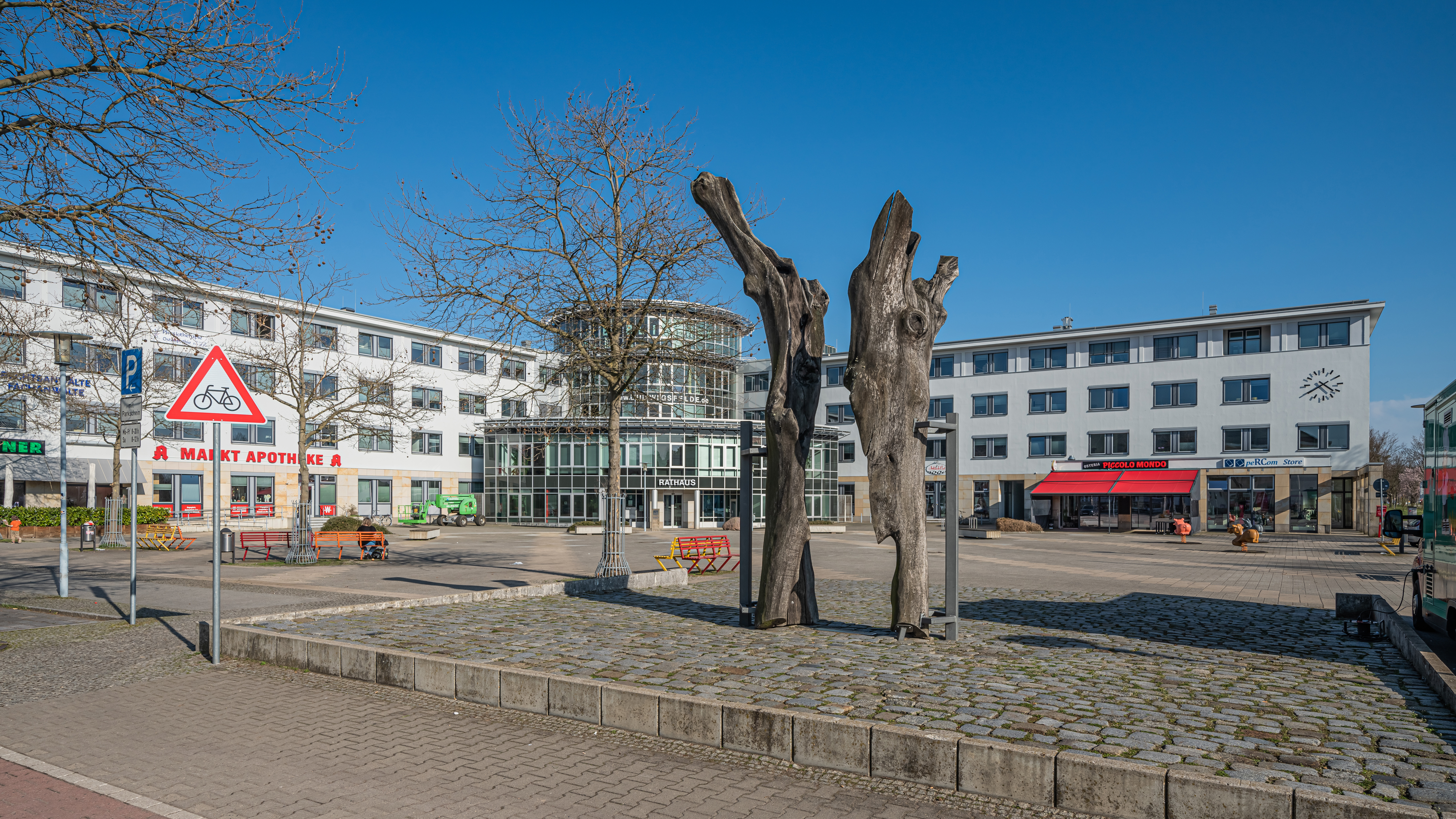
Ludwigsfelde
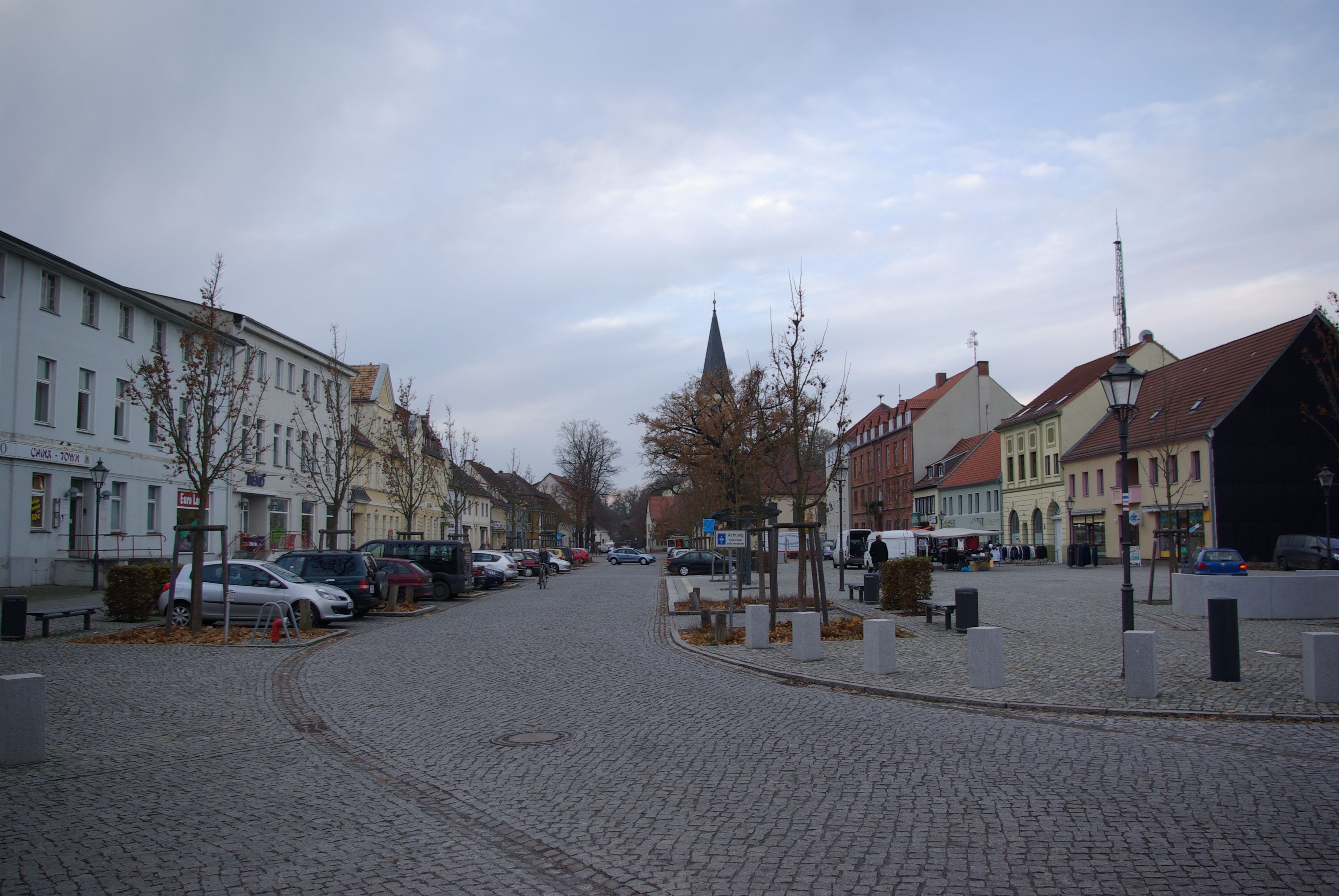
Zossen

## Geschichte
Der Landkreis Teltow-Fläming wurde am 5. Dezember 1993 im Rahmen der brandenburgischen Kreisreform aus den bisherigen Kreisen Jüterbog, Luckenwalde und Zossen gebildet. Bei der Namensgebung lehnte man sich an vorhandene Landschaftsbezeichnungen an: die eiszeitlich entstandene Teltower Platte im Norden und der Niedere Fläming im Süden. Kreisstadt wurde Luckenwalde.
Die Region weist eine lange und wechselvolle Geschichte auf, die noch heute das Bild vieler Städte und Dörfer prägt. Im Zuge der mittelalterlichen deutschen Ostsiedlung wurden in dem Gebiet, das seit der Völkerwanderungszeit von Slawen bewohnt war, Siedler aus Gebieten westlich von Elbe und Saale sesshaft. Darunter sollen sich auch Flamen (Fläming!) befunden haben. Das heutige Landkreisgebiet lag dabei im Spannungsfeld der Interessen der askanischen Markgrafen von Brandenburg, der wettinischen Markgrafen von Meißen und der Erzbischöfe von Magdeburg sowie einiger kleinerer Territorialherren. Die Askanier erlangten und sicherten die Herrschaft auf dem Teltow, der 1232 als territoriale Einheit erstmals urkundlich erwähnt wurde, die bis 1952, als Kreis bzw. zuletzt Landkreis Teltow, bestand. Das Gebiet um Jüterbog und Luckenwalde war zunächst in magdeburgischem Besitz, und die Herrschaft Zossen zählte als böhmisches Lehen im Mittelalter zur Lausitz.
Auf dem Territorium des heutigen Landkreises kam es 1813 zu den Schlachten von Großbeeren (23. August) und Dennewitz (6. September). Die Berlinarmee Napoleons erlitt empfindliche Niederlagen, wodurch die Franzosen aus der Mark verdrängt wurden.
Nach dem Wiener Kongress im Jahr 1815 wurden die Ämter Jüterbog und Dahme sowie die Herrschaft Baruth der preußischen Provinz Brandenburg zugeschlagen. Unter Einbeziehung Luckenwaldes und anderer Territorien wurde 1816 der Landkreis Jüterbog-Luckenwalde gebildet. Jüterbog wurde Kreisstadt. 1841 wurden Trebbin, Luckenwalde und Jüterbog an die Eisenbahnlinie angeschlossen. Damit ergaben sich günstige Voraussetzungen für die industrielle Entwicklung. Besonders die heutige Kreisstadt Luckenwalde zog Gewinn aus diesem Fortschritt und wurde zunehmend zur einwohnerstärksten Stadt.
Durch Anwachsen der heutigen Bundeshauptstadt Berlin wurde in deren Umland eine Reihe neuer militärischer Versuchs- und Übungsplätze angelegt. Etwa ab 1910 entstand im Bereich Zossen-Wünsdorf-Zehrensdorf ein Truppenübungsplatz. Die später dort errichteten Bunkeranlagen Maybach I und II dienten zwischen 1939 und 1945 der Kriegführung des Oberkommandos des Heeres (OKH). Von 1953 bis 1994 hatte das Oberkommando der sowjetischen/russischen Truppen in Deutschland seinen Sitz in Wünsdorf. Mit der Schaffung der neuen Stadtgemeinde Groß-Berlin musste der Kreis Teltow 1920 einen Großteil von Stadt- und Landgemeinden sowie Gutsbezirke an die Hauptstadt abgeben. Das Verlorengehen des dicht besiedelten und wirtschaftlich starken Nordens führte zu einem schmerzhaften Verlust von Steuereinnahmen.
Im Laufe der 1920er und 1930er Jahre gab es interessante Entwicklungen auf dem Gebiet von Städtebau und Architektur. Dazu zählen die Entstehung von innovativen Wohnsiedlungen und das im Bauhausstil errichtete Stadttheater in Luckenwalde sowie das 1936/1937 in Ludwigsfelde errichtete Daimler-Benz-Flugzeugmotorenwerk. Ab den 1950er Jahren wurde die Industriegemeinde zum Synonym für die DDR-Fahrzeugproduktion (u. a. des Lkw W 50). Ludwigsfelde wurde erst 1965 zur Stadt, hat jedoch heute die größte Einwohnerzahl im Landkreis. 1952 wurden Jüterbog, Luckenwalde und Zossen Kreisstädte von verkleinerten Verwaltungseinheiten. Teile des alten Kreises Teltow wurden Königs Wusterhausen und Potsdam-Land zugeordnet; die Stadt Dahme und umliegende Orte zählten bis 1993 zum Kreis Luckau. Seit der Bildung des Landkreises Teltow-Fläming 1993 ist die Bevölkerungsanzahl stetig gewachsen. Dies wurde auch durch eine gezielte Förderung junger Familien erreicht. Für sie stehen ein Netzwerk im Bereich der Frühen Hilfen sowie seit 2007 das Netzwerk Kinderschutz zur Verfügung. Im 21. Jahrhundert leben hier rund 162.000 Einwohner; dabei ist die Bevölkerungsdichte im Norden erheblich größer als im Süden.

## Bevölkerungsentwicklung
| Jahr | Einwohner |
| ---- | --------- |
| 1993 | 145.932   |
| 1995 | 148.133   |
| 2000 | 159.735   |
| 2005 | 161.902   |
| 2010 | 161.386   |
| 2015 | 163.553   |

| Jahr | Einwohner |
| ---- | --------- |
| 2020 | 171.554   |
| 2021 | 172.545   |
| 2022 | 175.569   |
| 2023 | 177.420   |
| 2024 | 177.688   |

Gebietsstand und Einwohnerzahl am 31. Dezember des jeweiligen Jahres, ab 2011 auf Basis des Zensus 2011, ab 2022 auf Basis des Zensus 2022

## Politik

### Kreistag
- Linke: 5
- PARTEI: 1
- SPD: 11
- Grüne: 3
- BV: 2
- VUB: 1
- WfTF: 2
- BVB/FW: 6
- FDP: 1
- CDU: 11
- AfD: 13

Die 56 Sitze im Kreistag verteilen sich seit der Wahl am 9. Juni 2024 wie folgt auf Parteien und Wählergruppen:
| Partei/Gruppierung                     | Stimmen 2019 | Stimmen 2024 |    | Sitze 2019 | Sitze 2024 |
| -------------------------------------- | ------------ | ------------ | -- | ---------- | ---------- |
| AfD                                    | 15,7 %       | 23,6 %       | 9  | 13         |            |
| SPD                                    | 18,4 %       | 19,5 %       | 10 | 11         |            |
| CDU                                    | 16,7 %       | 19,1 %       | 9  | 11         |            |
| BVB/Freie Wähler                       | 7,0 %        | 10,4 %       | 4  | 6          |            |
| Die Linke                              | 15,3 %       | 8,7 %        | 9  | 5          |            |
| Bündnis 90/Die Grünen                  | 10,3 %       | 5,3 %        | 6  | 3          |            |
| Bauernverband Teltow-Fläming           | 4,2 %        | 3,7 %        | 2  | 2          |            |
| Wir für Teltow-Fläming                 | –            | 3,4 %        | –  | 2          |            |
| FDP                                    | 3,6 %        | 2,4 %        | 2  | 1          |            |
| Die PARTEI – Die PDS                   | 1,7 %        | 1,7 %        | 1  | 1          |            |
| Vereinigung Unabhängiger Bürger        | 1,2 %        | 1,5 %        | 1  | 1          |            |
| Allianz für Zossen                     | –            | 0,6 %        | –  | –          |            |
| Einzelbewerber Andreas Teichert        | –            | 0,2 %        | –  | –          |            |
| Plan B                                 | 2,9 %        | –            | 2  | –          |            |
| Die Rangsdorfer – Bürger für Rangsdorf | 1,1 %        | –            | 1  | –          |            |
| Die Heimat (2019: NPD)                 | 0,4 %        | –            | –  | –          |            |

Bei der konstituierenden Sitzung des Kreistages wurden die folgenden Fraktionen gebildet: CDU/BV/VUB/FDP (15 Sitze), SPD-Bündnis 90/Die Grünen (14 Sitze), AfD (13 Sitze), BVB/Freie Wähler (6 Sitze) und Die Linke/Die PARTEI-PDS (6 Sitze). Vorsitzender des Kreistages ist Danny Eichelbaum (CDU), seine Stellvertreterin ist Odette Brosig (SPD).

### Landräte
- 1993–2012: Peer Giesecke (SPD), abgewählt[7]
- 2012–2013: Kirsten Gurske (parteilos, geschäftsführend)
- seit 2013: Kornelia Wehlan (Die Linke)[8]

Wehlan wurde in der Landratsstichwahl am 10. Oktober 2021 mit 55,0 % der gültigen Stimmen für eine weitere Amtszeit von acht Jahren gewählt.

### Kreisfinanzen
Als einer der ersten Landkreise in Deutschland hat der Landkreis Teltow-Fläming für den Bereich der Kreisfinanzen freiwillig eine sogenannte „Nachhaltigkeitssatzung“ eingeführt, über die der Landkreis anstrebt, Schulden abzubauen sowie Haushaltsdefizite zu vermeiden.

### Wappen, Flagge, Dienstsiegel
Am 21. November 1996 genehmigte das brandenburgische Innenministerium dem Landkreis Teltow-Fläming sein Wappen, für das sich die Abgeordneten des Kreistages des Landkreises Teltow-Fläming am 21. Oktober 1996 entschieden hatten.
Blasonierung
„Gespalten und halb geteilt von Silber, Rot und Silber über einem in vier Reihen von Schwarz und Silber geschachten Schildfuß: vorne ein halber gold-bewehrter roter Adler am Spalt mit goldenem Kleestengel auf dem Flügel, hinten belegt mit einem goldenen Krummstab mit vier roten Edelsteinen am Knauf.“
Der Entwurf des Wappens stammt von dem Mahlower Grafiker Horst Nehls. Es repräsentiert den Landkreis nach außen, sorgt dafür, dass Verwaltungsakte durch ein Siegel mit Wappen beurkundet werden und es dient der Identifikation der Bürger mit der Region. Das Wappen des Landkreises Teltow-Fläming zeigt ein halbgespaltenes und geteiltes Schild. Diese Dreiteilung symbolisiert die für das Kreisgebiet etwa vom 12. bis 15. Jahrhundert maßgeblichen Besitzverhältnisse einer Zeit, in der das Gebiet des heutigen Landkreises im Spannungsfeld der Interessen der Markgrafen von Brandenburg und Meißen, des Erzbischofs von Magdeburg und kleinerer weltlicher und geistlicher Herren lag. Sie nahmen diesen bis dahin von Slawen bewohnten Landstrich in Besitz und forderten die Ansiedlung deutscher und flämischer Kolonisten. Wichtige Wurzeln vieler Dörfer und Städte reichen oftmals gerade in diese Epoche zurück. Die Dreiteilung bringt gleichzeitig die Tatsache zum Ausdruck, dass der heutige Landkreis im Wesentlichen aus drei kleineren ehemaligen Gebietskörperschaften – Jüterbog, Luckenwalde und Zossen – entstanden ist.
Im linken oberen Feld erscheint auf silbernem Grund am Spalt ein – vom Träger des Schildes aus gesehen – nach rechts blickender halber roter Adler. Er trägt auf den Flügeln goldene Kleestengel und eine gleichfarbige Bewehrung. Der rote Adler, der aus dem Landeswappen Brandenburgs bekannt ist und dem Mut, Kraft, Freigiebigkeit und Verjüngungskraft nachgesagt werden, steht für die askanischen Markgrafen von Brandenburg. Sie, die den Adler nachweislich seit etwa 1170 in ihrem Wappen führten, übten ungefähr vom Beginn des 13. Jahrhunderts an die Herrschaft im nördlichen und nordwestlichen Teil des Landkreises (Gemeinden um Ludwigsfelde, Blankenfelde, Mahlow und Rangsdorf) aus. Die Wittelsbacher, Luxemburger und Hohenzollern als Nachfolger der Askanier behielten den roten Adler als Wappentier bei.
Das rechte obere Feld zeigt ein Schild, das von Rot und Silber waagerecht geteilt ist. Darauf befindet sich ein goldener Abtsstab. Dieser Teil steht für die mittelalterlichen Besitzungen des Erzbistums Magdeburg im südlichen und mittleren Teil des heutigen Landkreises, wobei die beiden Farben traditionell für magdeburgische Besitzungen stehen. Der Stab, der auch im Wappen der Stadt Luckenwalde vorkommt, nimmt Bezug auf die über Jahrhunderte eng mit der genannten geistlichen Territorialmacht verbundene Geschichte der Dörfer und Städte.
Auf dem dritten Teil des Wappens ist ein von Schwarz und Silber geschachter Schildfuß zu sehen. Dieser nimmt Bezug auf das Wappen der Familie von Torgow – auch Torgau oder Torgowe, die bis 1478 die Lehnshoheit über die Herrschaft Zossen ausübte. Deren Herrschaftsbereich erstreckte sich über die Burg und 26 Dörfer im mittleren Teil des heutigen Landkreises von einer Linie südlich von Ludwigsfelde und nördlich von Rangsdorf bis wenige Kilometer vor Luckenwalde im Südwesten und dem Motzener See im Osten. 1490 erwarb der brandenburgische Kurfürst Johann Cicero dieses Gebiet, das aber zu diesem Zeitpunkt noch ein Lehen der böhmischen Krone blieb. Mit der Aufnahme dieser drei Symbole in einem gemeinsamen Schild wird das Wappen unverwechselbar, da diese Konstellation nur für den Landkreis Teltow-Fläming zutrifft.
Die Wappen der Ämter, Städte und Gemeinden des Landkreises findet man in der Liste der Wappen im Landkreis Teltow-Fläming.
Flaggenbeschreibung
„Die Flagge besteht aus drei Streifen in den Farben Rot-Weiß-Rot im Verhältnis 1:2:1 mit dem Kreiswappen im Mittelstreifen.“
Dienstsiegel
Der Landkreis Teltow-Fläming führt in seinem Dienstsiegel das Kreiswappen.

Wappen
Banner
Hissflagge

### Partnerschaften
- Kreis Paderborn (Nordrhein-Westfalen)
- Bezirk Tempelhof-Schöneberg (Berlin)
- Powiat Gnieźnieński (Polen, Woiwodschaft Großpolen)

### Rechtsextremismus
Der Landkreis Teltow-Fläming gilt gemeinhin nicht als Schwerpunkt rechtsextremer Aktivitäten im Land Brandenburg. Die Statistik der Opferberatungsstelle „Opferperspektive“ für das Jahr 2006 führt elf gewalttätige Übergriffe mit rechtsextremem Hintergrund aus dem Landkreis auf.
Bisher kann nur von einem geringen Organisierungsgrad die Rede sein, jedoch versuchte ein Teil der Rechtsextremisten als so genannte „Freie Kräfte Teltow-Fläming“ („FKTF“) seit Anfang 2005 dies zu ändern. Die FKTF waren ein rund 15 Jugendliche und Heranwachsende umfassender Zusammenschluss von Rechtsradikalen, die vorwiegend aus dem nördlichen Teil des Landkreises stammen und über sehr gute Kontakte zu rechtsradikalen Strukturen in Berlin und dem Nachbarlandkreis Dahme-Spreewald verfügen. Der Brandenburgische Innenminister Dietmar Woidke hat die Vereinigung am 11. April 2011 verboten.
Am 21. Juni 2008 gründete sich in Königs Wusterhausen der NPD-Kreisverband Dahmeland, der sich für das Gebiet der beiden Landkreise Teltow-Fläming und Dahme-Spreewald zuständig erklärt. Momentane lokale Schwerpunkte sind die Großgemeinde Blankenfelde-Mahlow, die Stadt Zossen sowie die Stadt Ludwigsfelde, wo die NPD zur Stadtverordnetenwahl im September 2008 antrat und einen Sitz errang. Auch in Luckenwalde veranstalten Rechtsextreme am 23. Mai 2009 eine Demonstration mit rund 200 Teilnehmern.
Um dem Rechtsextremismus entgegenzuwirken, gibt es seit 1999 im Landkreis Teltow-Fläming den Arbeitskreis „TF gegen Gewalt“. Er entstand auf der Grundlage des aus Landesmitteln geförderten Handlungskonzeptes „Tolerantes Brandenburg“ und soll dazu beitragen, dieses im Landkreis umzusetzen. Das Handlungskonzept gegen Gewalt, Rechtsextremismus und Fremdenfeindlichkeit war von der Landesregierung im Sommer 1998 beschlossen worden. Der Arbeitskreis will die Öffentlichkeit für diese Themen sensibilisieren und dazu ermutigen, sich allen Erscheinungsformen von Gewalt und Intoleranz entgegenzustellen. Der Arbeitskreis ist im gesamten Landkreis Teltow-Fläming tätig und richtet sich vor allem an die Verantwortungsträger in den Kommunen, an Vereine, Initiativen und Schulen. Ihm gehören Vertreter verschiedener Gremien an, darunter der Weiße Ring e. V., die Evangelische Kirche und die Frauenhäuser Ludwigsfelde und Luckenwalde.
Am 16. Juni 1996 wurde in Mahlow der britische Bauarbeiter Noël Martin von Rechtsextremisten attackiert und ist seitdem querschnittgelähmt. Dieser Angriff stellte für den Ort eine Zäsur dar, da dieser seitdem von Medien und Öffentlichkeit bezüglich Rechtsextremismus besonders kritisch beäugt wird. Dieter Manzke wurde am 10. August 2001 in Dahlewitz von Jugendlichen erschlagen.
Am 20. November 2008 griff während der Verlegung von Stolpersteinen zum Gedenken für die deportierten Juden im Zweiten Weltkrieg in Zossen der Holocaustleugner und Internetcafébetreiber Rainer Link einen Mitarbeiter der Stadt an. Dieser Vorfall brachte der Stadt Zossen bundesweite Aufmerksamkeit ein. Einen Monat später störten Neonazis am 17. Dezember 2008 in Zossen eine Gedenkveranstaltung für die Opfer des Nationalsozialismus und veranstalteten am Holocaustgedenktag (27. Januar 2009) eine Kundgebung auf dem Zossener Marktplatz. Am 5. Juli 2009 beschmierten Neonazis das Haus eines Aktivisten der Bürgerinitiative „Zossen zeigt Gesicht“ mit den Worten „Volksverräter“ und „linke Sau“.

## Wirtschaft
Der Landkreis Teltow-Fläming gehört zu den erfolgreichsten Regionen in Ostdeutschland. Mehrfach hintereinander kam eine Studie des Magazins Focus Money zu diesem Ergebnis. Dort war Teltow-Fläming zweimal die Nummer eins im Osten und zählt nach wie vor zu den besten Fünf. Andere Studien bezeichnen die Region südlich von Berlin als „deutschen Wachstumsmeister“ oder gar als „Wirtschaftswunderland“. Teltow-Fläming hat in den vergangenen Jahren durch umfangreiche Investitionen in die Infrastruktur und die Wirtschaft sehr an Profil gewonnen. In den letzten zehn Jahren wurden in Teltow-Fläming im Land Brandenburg die meisten Investitionen der Privatwirtschaft mit dem höchsten Investitionsvolumen getätigt. Sehr stark prägen Biotechnologie-Unternehmen und namhafte Konzerne, wie MTU Aero Engines und Rolls-Royce den Landkreis. Darüber hinaus entstanden viele neue Logistikunternehmen. Im Landkreis Teltow-Fläming gibt es eine vielfältige Mischung aus Großbetrieben sowie kleinen und mittleren Firmen. Heute zählt der Landkreis zu den wichtigsten Standorten der deutschen Luft- und Raumfahrtindustrie, nimmt Spitzenplätze auf den Gebieten der Biotechnologie und des Flugzeugbaus ein. Die Wirtschaftsstandorte Luckenwalde und Ludwigsfelde sind 2 von 15 Regionalen Wachstumskernen im Land Brandenburg. Dadurch werden ausgewählte zukunftsorientierte Branchen gefördert.
Etwa 46 % der Landkreisfläche werden landwirtschaftlich genutzt. 394 landwirtschaftliche Unternehmen sind registriert. Sie bearbeiten eine Fläche von insgesamt 92.826 Hektar, darunter 77.026 ha Ackerland und 15.267 ha Grünland.
Energiewirtschaft und ländlicher Tourismus gewinnen neben der Lebensmittelproduktion an Bedeutung. Seit 2010 existiert im Landkreis eine Koordinierungsstelle, die Maßnahmen zum Klimaschutz bündeln soll. Sie führt unter anderem Schulungen zur Energieeinsparung durch und ist Mitglied im Aktionsbündnis Klimaschutz 2020 der Bundesregierung. Eine moderne Verkehrsinfrastruktur, die Anbindung an nationale und internationale Verkehrssysteme durch die Autobahnen A 9, A 10 und A 13, fünf Bundesstraßen, den Personen- und Güterverkehr und den Flughafen Berlin Brandenburg sowie eine investitionsfördernde Verwaltung sorgen dafür, dass neue Arbeitsplätze entstehen und dem Arbeitsmarkt gut ausgebildete Fachkräfte zur Verfügung stehen. Im sogenannten „Speckgürtel“ Berlins wächst die Bevölkerungszahl, und die Arbeitslosenquote ist vergleichsweise niedrig. Wirtschaftliche Impulse setzt darüber hinaus die touristische Erschließung des einst landwirtschaftlich geprägten Südkreises. Um die Attraktivität des ländlichen Raumes zu erschließen, plante und baute der Landkreis Teltow-Fläming eine Rad- und Skatebahn von rund 185 Kilometer Länge. Die Flaeming-Skate ist ein Beweis, wie Anschubfinanzierung und Wirtschaftsförderung praktisch funktionieren. Dienstleister in der näheren und weiteren Umgebung der Bahn haben seit deren Bestehen Umsatzzuwächse zu verzeichnen, und der gesamte Süden des Landkreises wird durch die Flaeming-Skate aufgewertet. Im Jahr 2005 wurden hier mit großem Erfolg die Europameisterschaften im Speedskating ausgetragen. Um Firmen zu ermutigen, in die Ausbildung ihrer zukünftigen Facharbeiter zu investieren, verleiht der Landkreis alle zwei Jahre, im Wechsel mit dem Innovationspreis, den Ausbildungspreis TF. Zum einen soll den Schulabgängern in ihrer Heimatregion eine Chance gegeben werden, einen Ausbildungsplatz zu finden, zum anderen ist es auf lange Sicht billiger, auszubilden, als Fachkräfte auf dem Arbeitsmarkt zu suchen und einzuarbeiten. Unterstützt wird die Aktion durch Sponsoren: die Mittelbrandenburgische Sparkasse in Potsdam und die VR-Bank Fläming eG. Mit dem Innovationspreis Teltow-Fläming werden Produktinnovationen und -entwicklungen oder neuartige Dienstleistungen, die zur Marktreife gebracht wurden, gewürdigt. Initiatoren und Organisatoren des Wettbewerbes sind die IHK Potsdam, Regional-Center Teltow-Fläming, und die Kreishandwerkerschaft des Landkreises Teltow-Fläming.
Im Zukunftsatlas 2016 belegte der Landkreis Teltow-Fläming Platz 285 von 402 Landkreisen, Kommunalverbänden und kreisfreien Städten in Deutschland und zählt damit zu den Regionen mit „ausgeglichenem Chancen-Risiko-Mix“. Im Zukunftsatlas 2019 wird der Landkreis auf Platz 170 gelistet und damit deutlich besser als bei der vorangegangenen Erhebung.

## Auszeichnungen und Preise
Der Landkreis Teltow-Fläming und viele dort ansässige Unternehmen und Institutionen sind Träger zahlreicher Auszeichnungen und Preise. Das Gebiet gehört zu den erfolgreichsten Regionen Ostdeutschlands. Zu diesem Ergebnis kamen unter anderem Studien der Prognos AG und des Magazins Focus Money. Im Ranking aller deutschen Landkreise und kreisfreien Städte nach Wirtschaftskraft und Attraktivität lag der Landkreis Teltow-Fläming in den Jahren 2002, 2003, 2006 und 2007 auf Platz 1 in den neuen Bundesländern. In dem in der Zeitung Die Zeit vom Januar 2004 veröffentlichten Ranking des Bundes aller deutschen Landkreise, aller kreisfreien Städte und aller Bundesländer nach Steigerung des Bruttoinlandsprodukts in den Jahren 1997 bis 2002 erreichte der Landkreis Teltow-Fläming vor dem Landkreis München und der kreisfreien Stadt Wolfsburg ebenfalls den 1. Platz. Vom Ministerium für Wirtschaft und Ministerium des Innern des Landes Brandenburg erhielt Teltow-Fläming die Goldmedaille als „Wirtschaftsfreundlichste Kommune 2006“. Außerdem darf sich der Landkreis Teltow-Fläming seit 25. Oktober 2008 „Kommune des Jahres“ nennen. Mit dieser Auszeichnung wurden seine Leistungen auf regionalpolitischer Ebene zur Entwicklung der mittelständischen Wirtschaft gewürdigt. Im bundesweiten Vergleich der Chancengleichheit von Frauen und Männern liegt der Landkreis Teltow-Fläming auf Platz 5. Dies geht aus der Internetseite www.gender-index.de hervor. Dabei handelt es sich um ein gemeinsames Projekt der Düsseldorfer Hans-Böckler-Stiftung und des Bundesamtes für Bauwesen und Raumordnung. Außerdem sind zahlreiche Unternehmen, die im Landkreisgebiet ansässig sind, Träger des Brandenburgischen Ausbildungspreises, der für vorbildliche Arbeit in der Berufsausbildung an Unternehmen verliehen wird. Den Brandenburgischen Ausbildungspreis 2008 hat die Agrargenossenschaft Der Märker aus der Gemeinde Nuthe-Urstromtal erhalten.

## Kfz-Kennzeichen
Am 1. Januar 1994 wurde dem Landkreis das Unterscheidungszeichen TF zugewiesen und seitdem ausgegeben.
Seit dem 3. März 2025 sind aufgrund der Kennzeichenliberalisierung zudem die Unterscheidungszeichen JB (Jüterbog), LUK (Luckenwalde) und ZS (Zossen) wieder erhältlich.

## Eingliederungen und Zusammenschlüsse von Gemeinden
In der Tabelle sind die Eingliederungen und Zusammenschlüsse von Gemeinden seit der Bildung des Landkreises am 5. Dezember 1993 erfasst.
| Gemeinde            | Datum      | Eingliederung von                                        | nach             | Zusammenschluss von | zu                  |
| ------------------- | ---------- | -------------------------------------------------------- | ---------------- | --- | ------------------- |
| Am Mellensee        | 01.02.2002 |                                                          |                  | Klausdorf Kummersdorf-Alexanderdorf Kummersdorf-Gut Mellensee Rehagen Sperenberg | Am Mellensee        |
| Am Mellensee        | 26.10.2003 | Gadsdorf Saalow                                          | Am Mellensee     | |                     |
| Baruth/Mark         | 31.12.1997 |                                                          |                  | Baruth/Mark Groß Ziescht Horstwalde Mückendorf Radeland | Baruth/Mark         |
| Baruth/Mark         | 31.12.1999 |                                                          |                  | Ließen Merzdorf Petkus | Petkus              |
| Baruth/Mark         | 31.12.2001 |                                                          |                  | Baruth/Mark Dornswalde Klasdorf Paplitz Petkus Schöbendorf | Baruth/Mark         |
| Blankenfelde-Mahlow | 26.10.2003 | Jühnsdorf                                                | Blankenfelde     | Blankenfelde Dahlewitz Groß Kienitz Mahlow | Blankenfelde-Mahlow |
| Dahme/Mark          | 01.01.1995 |                                                          |                  | Liepe Wahlsdorf | Wahlsdorf           |
| Dahme/Mark          | 31.12.2001 |                                                          |                  | Buckow Dahme/Mark Gebersdorf Kemlitz Rosenthal | Dahme/Mark          |
| Dahme/Mark          | 26.10.2003 | Schöna-Kolpien Niebendorf-Heinsdorf Wahlsdorf            | Dahme/Mark       | |                     |
| Dahmetal            | 31.12.2001 |                                                          |                  | Görsdorf Prensdorf Wildau-Wentdorf | Dahmetal            |
| Großbeeren          | 31.12.1999 | Heinersdorf                                              | Großbeeren       | |                     |
| Großbeeren          | 31.12.2001 | Diedersdorf                                              | Großbeeren       | |                     |
| Ihlow               | 31.12.2001 |                                                          |                  | Bollensdorf Ihlow Illmersdorf Mehlsdorf Niendorf Rietdorf | Ihlow               |
| Jüterbog            | 31.12.1997 |                                                          |                  | Grüna Jüterbog Kloster Zinna Markendorf Neuheim Neuhof Werder | Jüterbog            |
| Luckenwalde         | 06.12.1993 | Frankenfelde Kolzenburg                                  | Luckenwalde      | |                     |
| Ludwigsfelde        | 31.12.1997 | Genshagen Gröben Kerzendorf Löwenbruch Siethen Wietstock | Ludwigsfelde     | |                     |
| Ludwigsfelde        | 30.11.2001 | Ahrensdorf                                               | Ludwigsfelde     | |                     |
| Ludwigsfelde        | 26.10.2003 | Groß Schulzendorf                                        | Ludwigsfelde     | |                     |
| Niedergörsdorf      | 31.12.1997 |                                                          |                  | Altes Lager Blönsdorf Bochow Danna Dennewitz Langenlipsdorf Malterhausen Niedergörsdorf Oehna Rohrbeck Schönefeld Seehausen Wergzahna Zellendorf                                                                    | Niedergörsdorf      |
| Niederer Fläming    | 31.12.1997 |                                                          |                  | Borgisdorf Gräfendorf Hohenahlsdorf Hohengörsdorf Meinsdorf Nonnendorf Reinsdorf Riesdorf Schlenzer Sernow Waltersdorf Welsickendorf Werbig Wiepersdorf                                                             | Niederer Fläming    |
| Niederer Fläming    | 01.08.2002 | Hohenseefeld                                             | Niederer Fläming | |                     |
| Niederer Fläming    | 26.10.2003 | Herbersdorf                                              | Niederer Fläming | |                     |
| Nuthe-Urstromtal    | 06.12.1993 |                                                          |                  | Berkenbrück Dobbrikow Dümde Felgentreu Frankenförde Gottow Hennickendorf Holbeck Jänickendorf Kemnitz Lynow Märtensmühle Nettgendorf Ruhlsdorf Scharfenbrück Schönefeld Schöneweide Stülpe Woltersdorf Zülichendorf | Nuthe-Urstromtal    |
| Rangsdorf           | 26.10.2003 | Groß Machnow                                             | Rangsdorf        | |                     |
| Trebbin             | 31.12.1997 |                                                          |                  | Christinendorf Großbeuthen Märkisch Wilmersdorf Thyrow | Thyrow              |
| Trebbin             | 31.12.1997 |                                                          |                  | Glau Kliestow Trebbin Wiesenhagen | Trebbin             |
| Trebbin             | 27.09.1998 |                                                          |                  | Blankensee Klein Schulzendorf Stangenhagen Trebbin | Trebbin             |
| Trebbin             | 26.10.2003 | Lüdersdorf Schönhagen Thyrow                             | Trebbin          | |                     |
| Zossen              | 01.06.1996 | Waldstadt (Neugründung)                                  | Zossen           | |                     |
| Zossen              | 31.12.1997 |                                                          |                  | Glienick Horstfelde Schünow | Glienick            |
| Zossen              | 27.09.1998 | Lindenbrück Waldstadt                                    | Zossen           | |                     |
| Zossen              | 26.10.2003 |                                                          |                  | Glienick Kallinchen Nächst Neuendorf Nunsdorf Schöneiche Wünsdorf Zossen | Zossen              |